# Chin japoński
Chin japoński – jedna z ras psów, należąca do grupy psów do towarzystwa, zaklasyfikowana do sekcji spanieli japońskich i pekińczyków. Nie podlega próbom pracy.

## Rys historyczny
O istnieniu tej rasy jest wzmianka w chińskim manuskrypcie z 57 r. p.n.e. Na podstawie historycznych przesłanek ustalono, że przodkowie china japońskiego byli ofiarowani w roku 732 przez władców koreańskich (w okresie panowania dynastii Silla – 377 do 935 roku) na dwór japoński.
W ciągu następnych stu lat importowano do Japonii większą liczbę psów tej rasy. Według świadectw historycznych psy tej rasy były później wprowadzone bezpośrednio do Chin (w czasie panowania dynastii Tang, 618–910) i później do Korei (w czasie panowania dynastii Balhae, 698–926) przez dyplomatów.
W okresie panowania sioguna Tsunayoshiego Tokugawy (1680 –1709) rasa została wyniesiona do rangi psa salonowego w pałacu Edo. W roku 1613 Brytyjczyk, kapitan Searles wprowadził china japońskiego do Anglii, a w roku 1853 amerykański wojskowy Perry importował kilka do USA. Dwa spośród tych ostatnich były ofiarowane królowej Wiktorii. Od 1868 roku chin japońskich stał się psem salonów i dam z wyższych sfer.

## Wygląd

### Szata i umaszczenie
Szata jest jedwabista, prosta i długa. Całe ciało z wyjątkiem głowy pokryte jest obfitym owłosieniem. Uszy, szyja, uda i ogon ozdobione są gęstymi włosami. Umaszczenie jest białe z czarnymi lub czerwonymi łatami. Cenione są symetrycznie rozmieszczone łaty na oczach, uszach i całym ciele.

## Zachowanie i charakter
Jest żywiołowym, przyjacielskim domownikiem, łatwo się przystosowującym i do późnego wieku lubiącym zabawy. Chin japoński akceptuje inne zwierzęta w swoim otoczeniu, łatwy w prowadzeniu przyzwyczaja się do jednego właściciela. Lubi być w centrum uwagi i chętnie prezentuje się na wystawach.

## Użytkowość
Obecnie jest psem ozdobnym do towarzystwa.